# 麦科尔 (南卡罗来纳州)
麦科尔（英文：McColl），是美国南卡罗来纳州下属的一座城市。城市类型是“Town”。其面积大约为10平方英里（25.9平方公里）。根据2010年美国人口普查，该市有人口2,174人，人口密度约为每平方 英里217.4人（约合每平方公里83.94人）。